# Покровка (Суражский район)
Покровка — деревня в Суражском районе Брянской области в составе Влазовичского сельского поселения.

## География
Находится в северо-западной части Брянской области на расстоянии приблизительно 9 км на запад по прямой от районного центра города Сураж.
Экология
Согласно Распоряжению Правительства РФ Суражский район:
IV. Зона проживания с льготным социально-экономическим статусом
Влазовичское сельское поселение
дер. Покровка

## История
В 1859 году деревня Суражского уезда Черниговской губернии учтено было 4 двора, в 1892-1899. 
до 1927 входила в Душатинскую волость Суражского (с 1921 - Клинцовского) уезда; затем в Суражской волости, 
с 1929 года в Суражском районе.  
С 1920-х гг. по 2005 в Андреевском сельском совете 
В середине XX века работал колхоз им. Сталина. 

## Население
Численность населения: 27 человек (1859), 70 человек (1892), 110 человек (1926), 15 человек (2002), 8 человек (2010), 8 человек (2013).
Будет упразднен как фактически не существующиц в связи с переселением всех жителей на постоянное место жительства в другие населённые пункты.